# Přední hraniční vrch
Přední hraniční vrch (polsky Kamieńczyk) je vrchol v České republice ležící v pohoří Orlické hory, v podcelku Mladkovská vrchovina, okrsku Pastvinská vrchovina. Některými zdroji je vrch zařazován do Bystřických hor.

## Poloha
Přední hraniční vrch se nachází na státní hranici mezi Českou republikou a Polskem severně od obce Mladkov asi 9 kilometrů západně od města Králíky a asi 2 kilometry východně od nejvyššího vrcholu Mladkovské vrchoviny Adamu. Je součástí rozsochy vybíhající z hlavního hřebenu vrchoviny východním směrem. V jejím rámci ho od sousedních vrcholů (Kamyk na polském území a Zadní hraniční vrch) oddělují jen mělká sedla, severní a jižní svahy vykazují větší převýšení.

## Vodstvo
Vrch se nachází na hlavním evropském rozvodí Severního a Baltského moře. Jižní a západní svahy odvodňují levé přítoky Tiché Orlice, severní svah levé přítoky Kladské Nisy.

## Vegetace
Vrcholovou partii Předního hraničního vrchu pokrývá pole, na jižním a západním svahu se nachází nevelký les.

## Komunikace
Západním svahem vrchu stoupá silnice III/311 z Mladkova do Bartošovic. Přes vrchol prochází po pěšině vedená zeleně značená polská turistická trasa kopírující průběh státní hranice.